# Amelia (2009)
Amelia ist eine US-amerikanisch-kanadische Filmbiografie über das Leben der Flugpionierin Amelia Earhart aus dem Jahr 2009. Regie führte Mira Nair, die Titelrolle spielte Hilary Swank.

## Handlung
Am 2. Juni 1937 bricht Amelia Earhart per Flugzeug zu einer Weltumrundung auf. Während des Fluges erinnert sie sich an die wichtigsten Stationen in ihrem Leben.
Schon als Mädchen war sie vom Fliegen fasziniert. Als ein Mitglied der High Society 1928 eine Frau für eine Atlantiküberquerung sucht, bewirbt sich Amelia. Bisher ist keiner Frau eine Atlantiküberquerung im Flugzeug gelungen, drei Frauen kamen bei dem Versuch ums Leben. Amelia lernt George Putnam kennen, der den Flug vermittelt. Ziel der Aktion ist es, Aufmerksamkeit zu erregen: Offiziell fliegt zwar Amelia, in Wirklichkeit sitzt sie jedoch nur als Passagierin im Flugzeug, das von einem erfahrenen Piloten gesteuert wird. Trotz interner Streitigkeiten gelingt die Atlantiküberquerung und Amelia wird in ganz Amerika als Flugpionierin gefeiert. Weitere Frauen drängen nun als Fliegerinnen an die Öffentlichkeit. Amelia wiederum wird als Werbeträgerin interessant und als Gast auf zahlreiche Feiern eingeladen, auf denen sie sich stets deplatziert fühlt. Auf einer Feier in Rye lernt sie Eugene Vidal kennen, der als Fluglehrer arbeitet. Er ist von ihr angetan, doch glaubt Amelia, für ein Leben allein geschaffen zu sein. Daher lehnt sie auch George Putnams Heiratsantrag zunächst ab und nimmt ihn erst an, als er einer „Ausstiegsklausel“ nach einem Jahr bei Nichtgefallen zustimmt. Den Eheschwur, ihm zu gehorchen, lehnt sie zudem ab.
Amelia setzt sich für die aktive Ausbildung von Pilotinnen ein und gründet mit 99 weiteren Pilotinnen den Club der 99. Zudem plant sie, den Betrug an der Öffentlichkeit über ihre erste Atlantiküberquerung wiedergutzumachen. Allein überfliegt sie 1932 den Atlantik. Für das in der Depression steckende Amerika wird Amelia die neue Hoffnungsträgerin. Es folgen zahlreiche Werbeverträge, darunter eigene Koffer- und Kleidungskollektionen, sowie ein Dinner bei Präsident Franklin D. Roosevelt. Hier empfiehlt Amelia Eleanor Roosevelt Gene Vidal als Leiter der Luftfahrtbehörde. Gene wird tatsächlich auf den Posten berufen und führt, mit Amelia als Beraterin, unter anderem den Kurzstreckendienst per Flugzeug ein. Amelia beginnt eine Affäre mit Gene, kehrt jedoch 1934 zu George Putnam zurück. Sie hat neue Pläne und will nun als erste Frau die Welt umfliegen. George Putnam beginnt, unter anderem über die Purdue University Geld für ein dafür geeignetes Flugzeug zu akquirieren. Amelia fliegt wiederum nicht allein, sondern zusammen mit dem erfahrenen Sternennavigator Fred Noonan, der jedoch ein Alkoholproblem hat. Ein erster Versuch der Erdumrundung im März 1937 scheitert aufgrund eines Fahrwerkschadens. Am 2. Juni 1937 bricht Amelia schließlich mit Fred zur Erdumrundung auf. Von Miami, über Gambia, Gao, Karachi, Kalkutta und Bangkok fliegen sie nach Lae in Papua-Neuguinea, wo sie letztmals zwischenlanden. Sie spricht über Funk mit George und kündigt an, dass dies ihr letzter Flug sei. Zudem deutet sie an, dass Fred aktuell Alkoholprobleme habe. Bei der Pazifiküberquerung und damit der letzten Route vor ihrer Landung in Miami will Amelia auf der Howlandinsel einen Zwischenstopp zur Auftankung einlegen. Der Himmel ist zugezogen und die kleine Insel schließlich nicht an der berechneten Stelle auszumachen. Zwar kann Amelia vom Flugzeug aus Funksprüche zum Schiff SS Itasca absenden, das vor der Insel wartet, aber sie kann keine Funksprüche empfangen, obwohl die Mannschaft auf dem Schiff wie verabredet funkt. Immer verzweifelter werden ihre Funksprüche, da ihr der Treibstoff ausgeht. Kurz gelingt es ihr, die Lage ihres Flugzeugs durchzugeben, bevor der Funkkontakt abbricht. Die genaue Absturzstelle ihres Flugzeuges konnte trotz großangelegter Suchaktion nie ermittelt werden.

## Produktion
Amelia basiert auf den Earhart-Biografien East to the Dawn von Susan Butler und The Sound of Wings von Mary S. Lovell. Die Dreharbeiten fanden 2008 unter anderem in Toronto, New York City sowie verschiedenen Orten in Südafrika statt. Hilary Swank übernahm die Hauptrolle und war zudem als Ausführende Produzentin am Film beteiligt.
Der Film lief am 23. Oktober 2009 in den USA und in Kanada in den Kinos an. In Deutschland kam Amelia am 10. Juni 2010 in die Kinos. Der Film konnte bei einem geschätzten Budget von 40 Mio. US-Dollar weltweit lediglich 19 Mio. US-Dollar an den Kinokassen wieder einspielen.
Amelia wurde am 22. Oktober 2010 auf DVD veröffentlicht und war am 3. September 2012 erstmals auf SRF 1 im deutschsprachigen Raum im Fernsehen zu sehen.

## Synchronisation
| Rolle             | Darsteller            | Synchronsprecher    |
| ----------------- | --------------------- | ------------------- |
| Amelia Earhart    | Hilary Swank          | Sandra Schwittau    |
| George Putnam     | Richard Gere          | Hubertus Bengsch    |
| Eugene Vidal      | Ewan McGregor         | Philipp Moog        |
| Fred Noonan       | Christopher Eccleston | Bernd Vollbrecht    |
| Bill Stultz       | Joe Anderson          | Robin Kahnmeyer     |
| Eleanor Roosevelt | Cherry Jones          | Marianne Groß       |
| Elinor Smith      | Mia Wasikowska        | Marie-Luise Schramm |
| Leo Bellarts      | Dylan Roberts         | Olaf Reichmann      |
| Slim Gordon       | Aaron Abrams          | Marius Clarén       |

## Kritiken
In den englischsprachigen Medien hatte der Film ein überwiegend negatives Echo. Basierend auf der Auswertung von 162 Kritiken weist Rotten Tomatoes eine Zustimmungsquote von lediglich 19 Prozent aus.

„Der Film zeigt sich mehr an bildschöner Nostalgie als an Abenteuerlichkeit und gesellschaftlichen Perspektiven interessiert, wobei das formelhafte Drehbuch noch die Zähflüssigkeit der Handlung verstärkt.“

„Gemeinsam mit ihrem umfassenden Engagement für fliegende Kolleginnen hätte es Folie sein können für eine Annäherung an den feministischen Esprit der Zeit. ‚Amelia‘ hält aber Kurs auf die entgegen gesetzte Richtung: Wenn die letzten Bilder sie beim Flug übers ozeanische Nichts zeigen, dann sieht sie aus wie eine unerzogene Göre, der dämmert, sie hätte auf Papi hören sollen, anstatt alleine loszuziehen. Die rigorose Entschlossenheit, mit der Earhart soziale, kulturelle und politische Grenzen ignorierte, sie wird mit diesen Bildern schlichtweg geleugnet. So bleibt schließlich nur die Katalogversion einer mutmaßlich herausragenden Vita.“

## Auszeichnungen
Auf dem Hollywood Film Festival wurde Hilary Swank 2009 mit einem Hollywood Film Award als Beste Schauspielerin ausgezeichnet. Gabriel Yared  war 2009 für einen Satellite Award für die Beste Filmmusik nominiert. Im Jahr 2010 erhielt William Cuddy eine Nominierung für den Young Artist Awards als Bester Nebendarsteller in einem Spielfilm.